# Hydrelia albifera
Hydrelia albifera är en fjärilsart som beskrevs av Walker 1866. Hydrelia albifera ingår i släktet Hydrelia och familjen mätare. Inga underarter finns listade i Catalogue of Life.